# 電影評論
電影評論，简称影评，是指觀影後從藝術性、觀賞性、技術性、社會性及政治等方面對一部電影進行評價和批評。
電影評論出現於20世紀初，是從戲劇評論發展過來的。意大利電影理論先驅者里喬託·卡努杜（Ricciotto Canudo）在巴黎率先對電影進行評論，並發表了著名的《第六藝術宣言》（The Birth of a Sixth Art，後改稱第七藝術）。電影評論最初只在專業報刊可以讀到，隨著時間的推移，也開始出現在周報和日報還有在電台和電視上，最後終於在很多網路媒體上也可以看到電影評論的身影。
通過電影評論可以很大程度地对一部電影的票房產生影響。

## 電影評論獎項
列出世界各地較具規模及知名度的影評組織協會獎項。
美國
- 紐約影評人協會

- 波士頓影評人協會

- 洛杉磯影評人協會

- 芝加哥影評人協會

- 休士頓影評人協會

- 聖地牙哥影評人協會

- 聖路易斯影評人協會

- 舊金山影評人協會

- 喬治亞影評人協會

- 佛羅里達影評人協會

- 華盛頓特區影評人協會

- 達拉斯—沃斯堡影評人協會

加拿大
- 多倫多影評人協會
- 溫哥華影評人協會

歐洲
- 費比西國際影評人獎

香港
- 香港電影評論學會

## 香港著名影評人
- 石琪：黃志強。香港資深影評人。1964 年開始寫影評至今。
- 羅卡：本名劉耀權，香港資深影評人。六十年代任職《中國學生周報》編輯，同時在「大影會」的拍攝組內與吳宇森等人一起拍攝實驗電影。
- 陸離：本名陸慶珍，香港資深影評人。
- 舒明：本名李浩昌，香港資深影評人。日本電影專家。文章散見香港《中國學生週報》、《明報晚報》、《文匯報》與臺北《聯合文學》等刊物。
- 也斯：本名梁秉鈞。已故香港資深作家、詩人、文化研究學者、影評人。
- 高思雅：香港藝術展覽策展人、電影評論員、監製和導演。
- 麥欣恩：香港文學研究者、編劇、影評人，目前擔任香港中文大學中國語言及文學系助理教授。
- 列孚：香港和兩岸大中華區中著名的影評人、編劇、配音員、影視製作人，也是香港影評人協會理事、香港電影評論學會董事。
- 何思穎：Sam Ho，藝術評論人，往返於香港及德州侯斯頓的作家。曾任多屆香港國際電影節英文編輯、香港電影資料館節目策劃。
- 李焯桃：香港影評人、M+香港電影及媒體策展人。曾任《電影雙周刊》總編輯，香港國際電影節節目策劃、藝術總監及香港電影評論學會會長。
- 黃國兆：資深電影工作者、影評人，自70年代與好友合作創辦火鳥電影會，先後出任香港藝術中心電影節目部經理、安樂影片公司業務發展總經理、百老匯電影中心總策劃等。第二任香港電影評論學會會長。
- 蒲鋒：香港影評人。第三任香港電影評論學會會長。現任香港電影評論學會董事局董事主席，曾任香港電影資料館研究主任。
- 岑朗天：筆名朗天、霍驚覺。香港作家、影評人、文化活動策劃、大學兼職講師。第四任香港電影評論學會會長。
- 張偉雄：香港影評人、獨立電影導演。第五任香港電影評論學會會長。85年加入威禾電影公司出任編劇。曾參與《警察故事2》、《胭脂扣》等劇本的創作。
- 陳志華：香港影評人。第六任香港電影評論學會會長。曾擔任金馬獎、ifva短片比賽評審。
- 黃志輝：香港影評人。第七任香港電影評論學會會長。
- 卓男：香港影評人。第八任香港電影評論學會會長。
- 舒琪：香港電影製作人、導演、影評人。香港演藝學院電視電影學院前院長。
- 羅展鳳：文化研究、電影研究，中國現當代文學學者。另專研電影音樂，為華語世界少數研究此領域的研究者。
- 吳昊：原名吳振邦，曾任香港浸會大學傳理學院電視電影系系主任、無綫電視編劇、監製。香港歷史風俗掌故專家、書本作家、專欄作家、電台節目主持、影評人及收藏家。
- 文雋：香港電影製作人、影評人。
- 黃愛玲：已故影評人。香港電影評論學會創會會員、前任董事。七十年代赴法國期間進修電影。回港後歷任香港國際電影節英文編輯、香港藝術中心電影部策劃、香港國際電影節節目策劃及香港電影資料館研究主任，其後為自由身文化工作者，兼教授電影課程。
- 翁子光：香港電影製作人、導演、影評人。
- 紀陶：林紀陶, 香港資深電影編劇及劇評人、電影工作者及網上電台主持人，從事電影事業超過三十年。
- 王瑞祺：香港影評人。
- 喬奕思：香港電影評論學會會員，影評作品見於《號外》、《Hkinema》、《環球銀幕》、《虹膜》等中港媒體，並於《經濟日報》設有專欄，著筆教育和文化等範疇。
- 傅慧儀：身兼編輯、影評、策展人，籌劃各類型展覽、設計和出版項目。
- 湯禎兆：香港影評人。興趣亦由文學至電影，再擴展至文化研究。主要寫作範圍包括日本文化研究、社會文化觀察、電影解讀、文學創作及評論等。
- 游靜：香港作家、獨立電影製作人、多媒體裝置藝術家，曾到紐約和倫敦留學。
- 皮亞：香港影評人。
- 黃淑嫻：香港大學比較文學系博士， 曾任香港電影資料館總編輯。
- 邁克 (作家)：香港影評人，文字涉獵電影、文學、性、人文、表演藝術，亦為各地電影作字幕翻譯。
- 登徒：原名單志民，資深影評人。曾任香港電影評論學會副主席，主編《96香港電影回顧》（香港電影評論學會出版）
- 馮嘉琪：香港國際電影節節目顧問、香港演藝學院電影電視學院顧問及Reel To Reel Institute 顧問。
- 馮家明：筆名家明，香港影評人，文章見於明報。
- 陳浩勤：筆名安娜，香港影評人。豐美股肥Phone Made Good Film成員。
- 陳力行：香港影評人，豐美股肥Phone Made Good Film成員。電影少年聯合編劇。
- 博比：香港影評人。
- 畢明：香港影評人。廣告人傳媒人。
- 鄭政恆：香港作家、詩人、影評人、書評人。2013年獲得香港藝術發展獎年度最佳藝術家獎(藝術評論)。
- 陳廣隆：香港影評人。
- 葉七城：香港影評人。
- 洛楓：香港影評人，文化研究學者。
- 亞里安：原名歐陽永康，自由音樂人。他曾任《音樂一周》及《豁達音樂誌向》副編輯，近年亦為《君子雜誌》、《東Touch》、《AV Magazine》、《Cosmo Girl》音樂版撰稿。業餘影評人，曾為商業二台《不設劃位》節目主持。
- 呂永佳：香港詩人、影評人。
- 關勁松：著名樂評人，刊載雜誌包括《年青人周報》、《音樂一週》、《越界》、《Disc Jocky》及《音樂殖民地》等。曾與亞里安主持商業二台節目《不設劃位》。
- 張鳳麟：筆名鳳毛，現任教於香港理工大學設計學系，課程包括：藝術、設計及電影。為電影評論學會和電影評論協會之會員。
- 劉偉霖：香港影評人，古典音樂樂評人。
- 羅維明：香港影評人。文字創作,藝術評論人。
- 潘國靈：本地作家及文化評論人
- 林超榮：香港影評人。身兼司儀、主持人、香港傳媒人、電視及電影編劇和創作人多職。
- 劉嶔：香港影評人。
- 藍天雲：香港影評人。編有《楚原》。
- 譚以諾：香港影評人。創辦手民出版社, 浸會大學電影學院新媒體及影視創意寫作文學士(榮譽)學位課程 課程主任
- 月巴氏：香港傳媒人、影評人